# Äthiopisch-portugiesische Beziehungen
Die äthiopisch-portugiesischen Beziehungen beschreiben das zwischenstaatliche Verhältnis zwischen Äthiopien und Portugal. Die Länder unterhalten seit 1959 direkte diplomatische Beziehungen.
Die heutigen Beziehungen sind gut, wenngleich vergleichsweise schwach ausgeprägt. Historisch sind sowohl die Verdienste der Portugiesen um den Erhalt des christlichen Äthiopiens gegen die arabische Eroberung 1534–1543 als auch die Schuld der portugiesischen Missionare am blutigen Bürgerkrieg im 17. Jahrhundert zu nennen.
Im Jahr 2015 waren 53 Staatsbürger Äthiopiens in Portugal gemeldet, mit 22 die meisten in der Hauptstadt Lissabon.

## Geschichte

### Bis zum 19. Jahrhundert

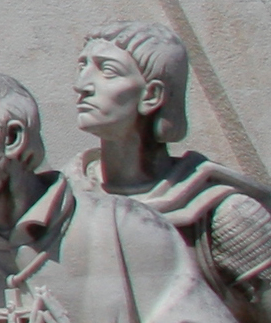
Der in Äthiopien gestorbene Cristóvão da Gama, verewigt am Padrão dos Descobrimentos in Lissabon

Pêro da Covilhã kam als vermutlich erster Portugiese 1493 nach Äthiopien. Der Diplomat wurde am Hofe des Negus Eskandar gut empfangen, jedoch durfte er das Land nicht mehr verlassen. Er wurde dort von späteren portugiesischen Gesandtschaften besucht, darunter 1520 Francisco Álvares. Dieser blieb sechs Jahre in Äthiopien und überbrachte Papst Clemens VII. in Rom danach ein Schreiben des Negus David II. Álvares verfasste zudem ein Buch („Verdadeira Informação das Terras do Preste João das Indias“, „Wahrhaftiger Bericht aus dem Reich des Priesters Johannes von Indien“, 1540 erschienen), das Europa erstmals genauere Kenntnis über das christliche Äthiopien brachte.
Das äthiopische Kaiserreich unter David II. geriet ab 1534 unter massiven Druck durch den islamischen Eroberungsversuch unter Mohammed Gran. Eine portugiesische Militärexpedition aus Portugiesisch-Indien unter Vasco da Gamas Sohn Cristóvão da Gama kam dem Reich 1541 zur Hilfe, das inzwischen von Claudius regiert wurde. Zu erwähnen ist insbesondere die Schlacht von Bacente 1542, in Folge derer die arabischen Invasoren zurückgeschlagen wurden, bevor sie in der Schlacht von Wayna Daga 1543 endgültig vertrieben wurden. Da Gama selbst geriet später in arabische Gefangenschaft und wurde hingerichtet, doch behielten die äthiopisch-portugiesischen Kräfte somit am Ende die Oberhand, und die Eroberung scheiterte. Als Folge blieb Äthiopien christlich.
Unter den 400 Soldaten im portugiesischen Expeditionskorps waren auch etwa 70 erfahrene Handwerker und Ingenieure. Ihre technischen Kenntnisse und die modernen portugiesischen Waffen wie Piken, Arkebusen und Mörser beeindruckten den äthiopischen Kaiser, der sich diese Neuerungen zunutze machen wollte.

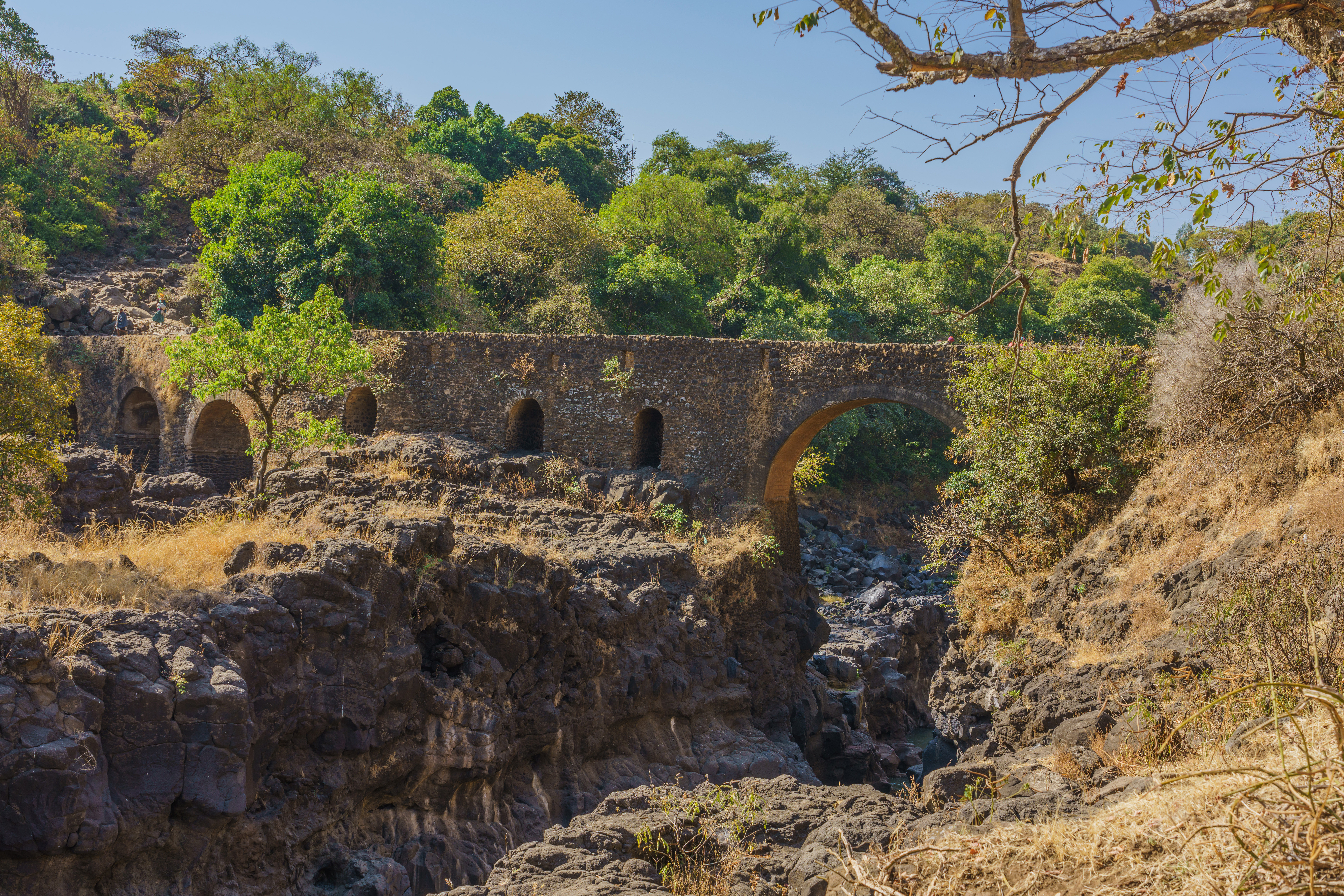
Im 17. Jahrhundert von Portugiesen errichtete Brücke an den Tisissat-Wasserfällen am Blauen Nil.

Es entstanden einige portugiesische Gemeinden in Äthiopien, darunter ab 1543 in Fasil Ghebbi, wo sie die dortige Festung stark ausbauten. Zwischen 1555 und 1557 kamen dann die ersten Gruppen jesuitischer Missionare nach Äthiopien. Zunächst nur als Glaubensbeistand für die kleine indo-portugiesische Gemeinschaft vor allem in der Region um Adwa angereist, erlangten die Jesuiten am äthiopischen Hof in den folgenden Jahrzehnten zunehmenden Einfluss. Ein Grund dafür waren die theologischen und politischen Aktivitäten der Jesuiten, die durch ihre Kenntnisse in Architektur, Bau- und Ingenieurswesen Ansehen genossen. Ebenso bedeutend war zudem die Hoffnung des Kaisers auf weitere militärische und technische Hilfe von portugiesischer Seite.

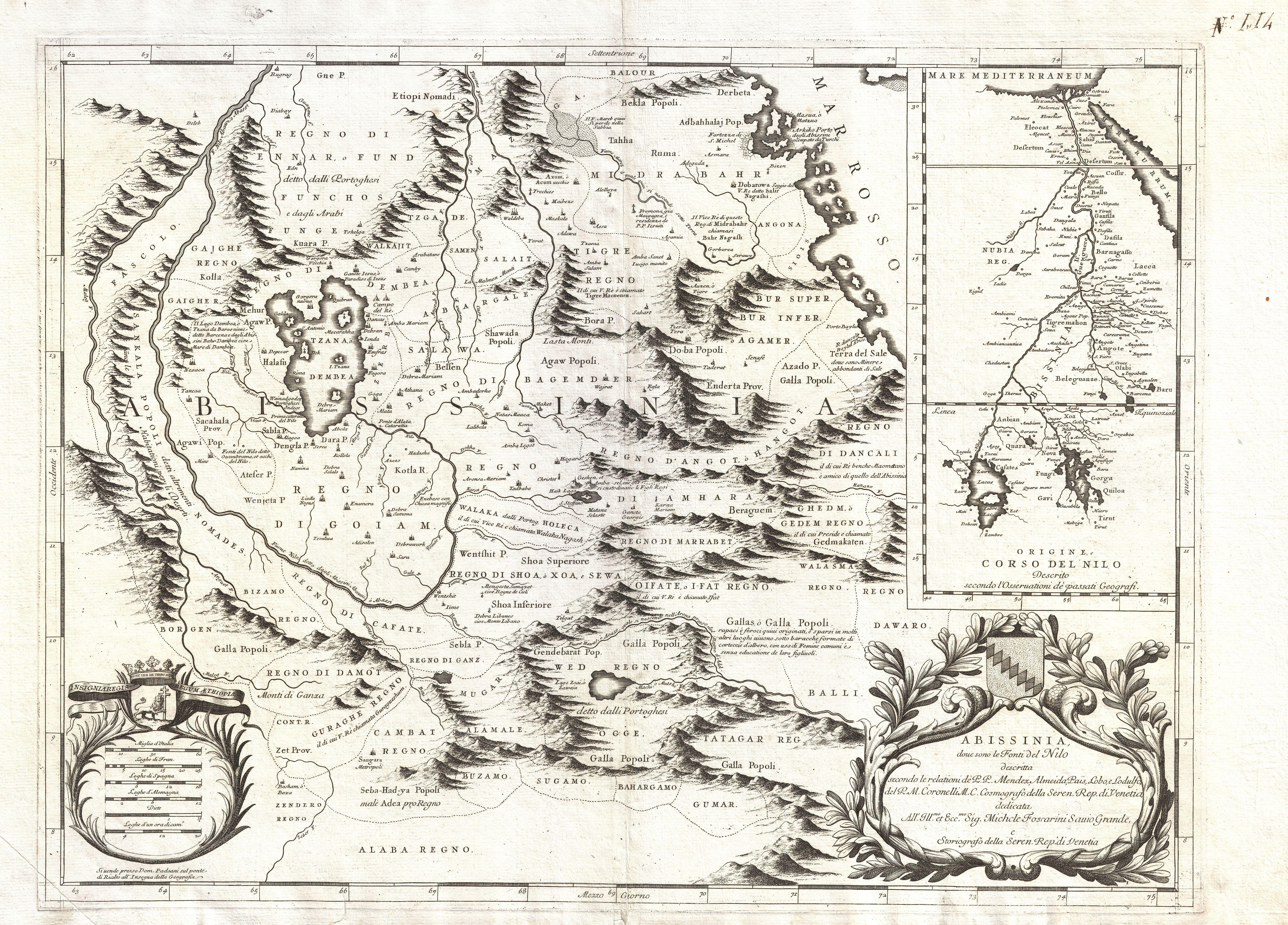
Karte Äthiopiens von 1690

Nach wachsendem Einfluss der Jesuiten, insbesondere des Paters Pedro Páez trat der äthiopische Kaiser Sissinios (Susenyos) 1622 zum katholischen Glauben über. Zu den bedeutendsten Bauten dieser Zeit zählten die Kirche von Mertule Maryam (Godscham) und die Kathedralen von Gorgora (Amhara) und Danqaze.
Der Widerstand gegen Susenyos Entscheidung, die koptische Kirche Äthiopiens der katholischen Kirche anzugliedern, mündete schließlich in einen blutigen Bürgerkrieg. In der Folge wurden die portugiesischen Missionare ausgewiesen und die Äthiopisch-Orthodoxe Tewahedo-Kirche wurde wieder unabhängige Leitkirche Äthiopiens. Am Ende dieser Ereignisse waren die von den Portugiesen errichteten Kirchen und Wohnhäuser geplündert, ihre religiösen und zivilen Instrumente zerstört und ihre Bücher verbrannt. Die orthodoxe äthiopische Kirche suchte so jedes Vermächtnis der portugiesischen Jesuiten zu zerstören.
Die Missionare wurden zunächst in Fremona festgesetzt, von wo Jerónimo Lobo sie vorher bereits leitete, und danach ganz ausgewiesen.
Aus dieser Zeit portugiesischer Anwesenheit in Äthiopien sind zahlreiche Festungen erhalten geblieben, teils als Ruinen, teils als Grundlage späterer Anlagen, darunter das heutige UNESCO-Weltkulturerbe Fasil Ghebbi, das im 16. und 17. Jahrhundert zur Residenz des äthiopischen Kaisers Fasilides ausgebaut wurde.
Portugiesische Missionare blieben derweil bis ins 19. Jahrhundert aus Äthiopien verbannt.

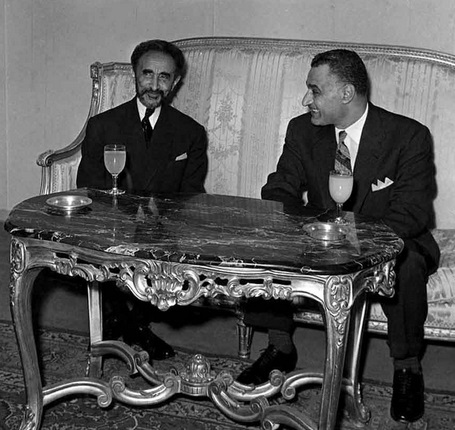
Kaiser Haile Selassie und Ägyptens Präsident Nasser (rechts) in Addis Abeba, zur Gründung der Organisation für Afrikanische Einheit 1963. Im Anschluss brach Äthiopien seine diplomatischen Beziehungen zu Portugal ab.

### Seit dem 20. Jahrhundert
Das Portugal des Estado Novo-Regimes ging 1959 diplomatische Beziehungen zum Kaiserreich Abessinien ein, erster Botschafter in der neu eröffneten Legation in Addis Abeba wurde Armando de Castro e Abreu. 1960 wurde die Legation zur vollen Botschaft erhoben.
Nach dem Ausbruch des Portugiesischen Kolonialkriegs 1961 wurde Portugal international zunehmend isoliert. Portugals Diktator Salazar und der äthiopische Kaiser Haile Selassie standen in dieser problembehafteten Zeit in Briefkontakt. Nach der Ausweitung des portugiesischen Kolonialkriegs 1963 und im Zusammenhang mit der Gründung der Organisation für Afrikanische Einheit in Addis Abeba im Mai des gleichen Jahres brach Äthiopien die diplomatischen Beziehungen zu Portugal schließlich ab.
Nach dem Sturz des äthiopischen Kaisers Haile Selassie durch die kommunistische Derg im März 1974 und dem Ende des kolonialen Regimes in Portugal durch die linksgerichtete Nelkenrevolution am 25. April des gleichen Jahres näherten sich beide Länder wieder einander an.
Am 4. Juli 1984 nahmen beide Länder ihre diplomatischen Beziehungen neu auf.
Seit 2002 unterhält Portugal wieder eine eigene Botschaft in Addis Abeba.

## Portugiesisches Erbe in Äthiopien
Im Zuge des Bürgerkriegs, an dessen Ende 1634 die Ausweisung und Verfolgung der portugiesischen Missionare aus Äthiopien stand, wurden die Kirchen und Wohnhäuser der Portugiesen zerstört und ihr Inhalt vernichtet. Dabei gingen auch alle Bücher, Möbel und Gebrauchsgegenstände verloren, die unterschiedliche europäisch-indische Einflüsse zeigten.

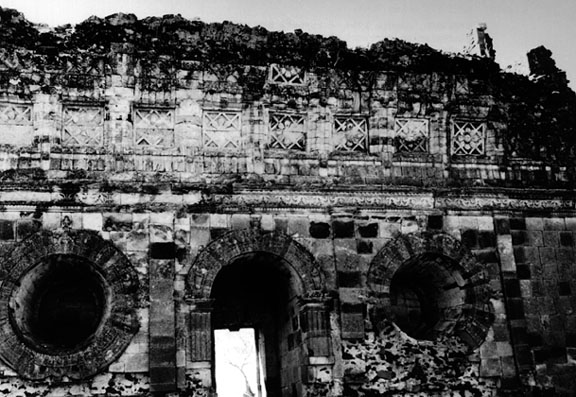
Ruinen einer portugiesischen Kirche aus dem frühen 17. Jahrhundert am Tanasee

Erhalten blieben lediglich Ruinen von Festungen und einigen Kirchen, insbesondere in der Region von Dembya, bei Gonder, am Tanasee oder in der Gegend von Godscham am Blauen Nil. Die bedeutenderen Beispiele wie in Enfraze, Danq’aze, Gorgora oder Debra May zeigen dabei alle das gleiche Muster: ein Steinwall umgibt eine quadratische Burg auf einer Landschaftserhöhung. In der Nähe sind meist auch Kirchenruinen zu finden, die europäische Einflüsse zeigen. Die meisten dieser Bauten wurden vermutlich nach 1620 errichtet, im Zusammenhang mit den zunehmenden Spannungen zum Ende der Regierungszeit Susenyos.
Die ab 1543 maßgeblich durch Portugiesen ausgebaute Festung am späteren Kaisersitz Fasil Ghebbi gehört seit 1979 zum UNESCO-Welterbe.
Auch nach der Ausweisung der Jesuiten nach Fremona lebten am Hof in Gondar noch einige indo-portugiesische Katholiken, und die Kunst Gonders zählte zu ihren verschiedenen Einflüssen auch weiter indo-portugiesische Merkmale, etwa in den Darstellungen der Maria Hodigitria u. a.
Die Jesuiten hatten auch auf die theologische Entwicklung der orthodoxen Kirche in Äthiopien Einfluss durch ihre Methodik und die philosophisch-liturgischen Diskussionen. Jesuitische Einflüsse bleiben seither jedoch im Zeichen der Abgrenzung zum westlichen Christentum und des ausgeprägten Unabhängigkeitsgedankens Äthiopiens unbeachtet.
Lebendig geblieben sind dagegen zahlreiche Legenden, die in den mündlichen Überlieferungen in Äthiopien bis heute erzählt werden. So beschäftigen sich insbesondere in den entlegenen Dörfern im Norden des Landes überlieferte Legenden mit Geschichten über das ausschweifende höfische Leben und den religiösen Bürgerkrieg, erzählen aber auch von der Ankunft der 400 portugiesischen Soldaten, die das christliche Äthiopien vor den blutigen islamischen Invasoren bewahrten. Cristóvão da Gama wird dabei häufig als Märtyrer gesehen, der den Sieg über die arabischen Eroberer möglich machte. Auch die späteren Intrigen zwischen dem orthodoxen Klerus und den katholischen Missionaren und ihr Wettstreit um die Gunst des Kaisers werden dabei behandelt.

## Diplomatie
Portugal unterhält eine Botschaft in der äthiopischen Hauptstadt Addis Abeba. Portugiesische Konsulate darüber hinaus bestehen in Äthiopien keine.
Äthiopien führt keine eigene Botschaft in Portugal, seine Vertretung in Paris ist für Portugal zuständig. In der nordportugiesischen Stadt Matosinhos bei Porto besteht ein äthiopisches Honorarkonsulat.

## Wirtschaft

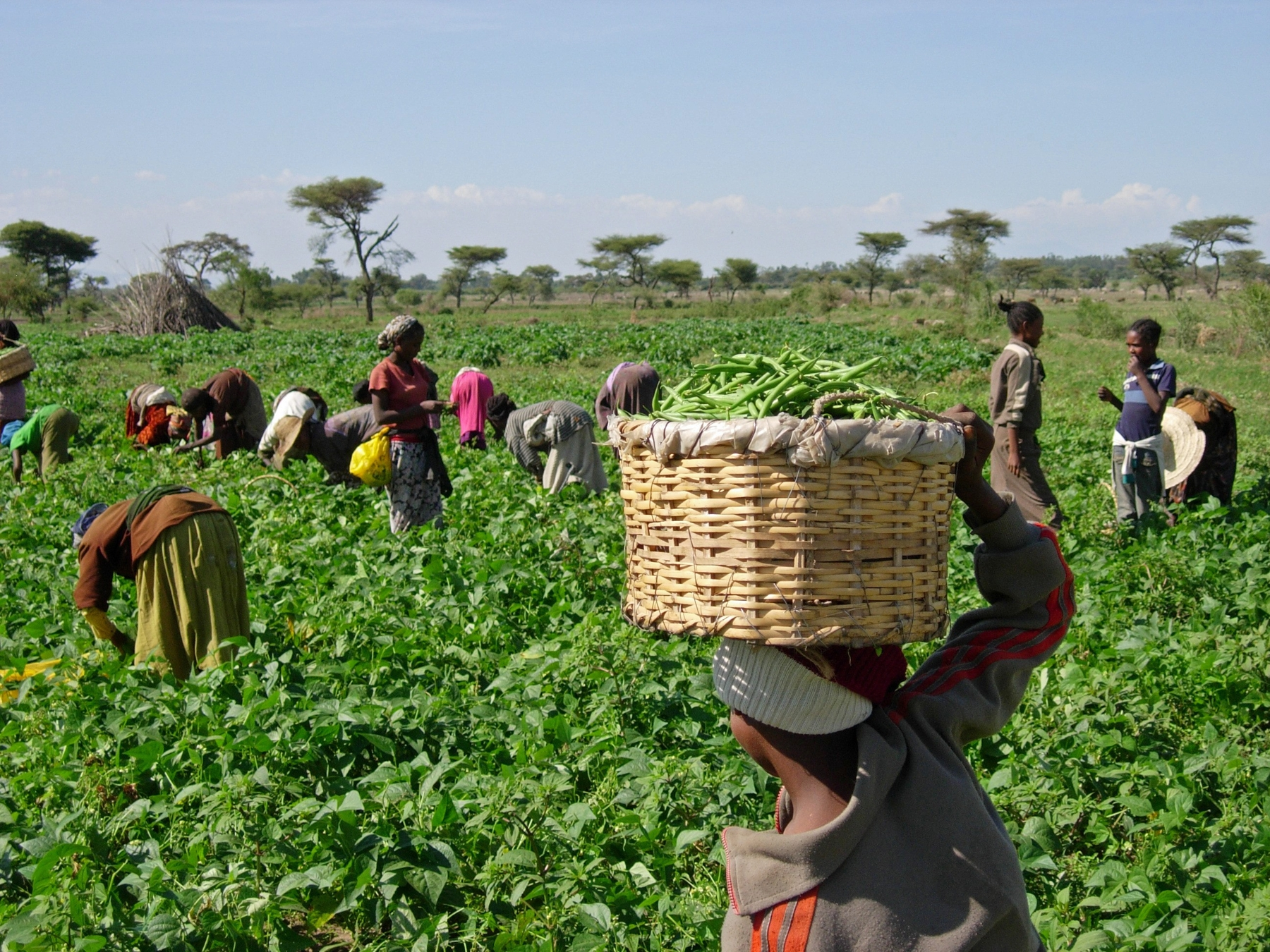
Bohnenernte in der Dodicha-Anbaugenossenschaft: Grüne Bohnen sind noch vor Kaffee das wichtigste Exportgut Äthiopiens nach Portugal

Die portugiesische Außenhandelskammer AICEP unterhält eine Niederlassung an der portugiesischen Botschaft in Äthiopiens Hauptstadt Addis Abeba.
Im Jahr 2016 exportierte Portugal Waren im Wert von 9,146 Mio. Euro nach Äthiopien (2015: 11,180 Mio.; 2014: 3,953 Mio.; 2013: 5,837 Mio.; 2012: 1,897 Mio.), davon 28,5 % landwirtschaftliche Erzeugnisse (u. a. Malz), 15,1 % Maschinen und Geräte, 13,2 % Metallwaren, 11,8 % Fahrzeuge und Fahrzeugteile und 8,9 % chemisch-pharmazeutische Produkte.
Im gleichen Zeitraum lieferte Äthiopien Waren im Wert von 4,808 Mio. Euro an Portugal (2015: 3,623 Mio.; 2014: 5,676 Mio.; 2013: 2,852 Mio.; 2012: 1,865 Mio.), davon 98,0 % landwirtschaftliche Erzeugnisse (vor allem Grüne Bohnen und Kaffee) und 1,4 % Textilien.
Damit stand Äthiopien für den portugiesischen Außenhandel an 103. Stelle als Abnehmer und an 113. Stelle als Lieferant, im äthiopischen Außenhandel rangierte Portugal damit an 36. Stelle als Abnehmer und an 47. Stelle als Lieferant.

## Kultur und Religion

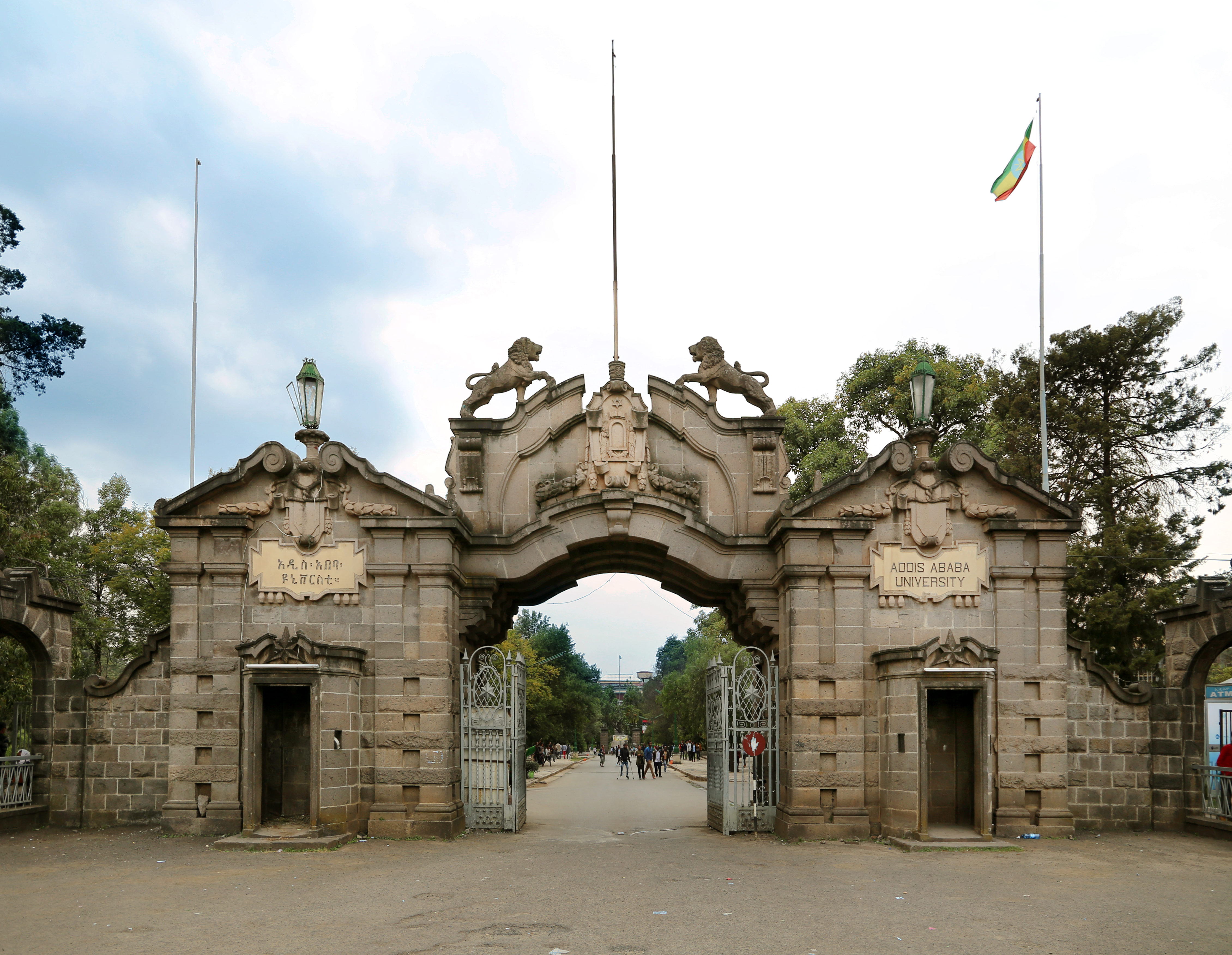
Hauptportal der Universität Addis Abeba, Sitz eines Lektorats des Instituto Camões in Äthiopien

Das portugiesische Kulturinstitut Instituto Camões ist in Äthiopien präsent, insbesondere mit einem Sprachzentrum in der Hauptstadt Addis Abeba und einem Lektorat an der Universität Addis Abeba.
In Portugal ist auch die Glaubensrichtung der Rastafari bekannt, die den letzten äthiopischen Kaiser Haile Selassie als Heiland verehrt. Sie existiert dort jedoch überwiegend nur im Umfeld der portugiesischen Reggaeszene.
Im 17. und dann wieder im 20. und 21. Jahrhundert sind eine Reihe Bücher in Portugal erschienen, die sich mit verschiedenen Aspekten der gemeinsamen äthiopisch-portugiesischen Geschichte beschäftigen.

## Sport

### Leichtathletik
In Äthiopien gilt der Langstreckenlauf als populärster Sport, und Äthiopien zählt hier international zu den führenden Nationen. Innerhalb der portugiesischen Leichtathletik zählt auch dort der Langstreckenlauf zu den populärsten Varianten, in dem das Land zudem einige seiner größten internationalen Erfolge feierte, wenn auch weit entfernt von den äthiopischen Erfolgen.
Äthiopische Athleten zählen auch bei portugiesischen Veranstaltungen zu den erfolgreichsten, etwa beim Lissabon-Marathon oder dem Porto-Marathon, wo sowohl bei den Frauen als auch bei den Männern sehr häufig äthiopische Namen die Sieger waren.

### Fußball
In Portugal ist Fußball unbestrittener Nationalsport, der in Äthiopien ebenfalls zu den populären Sportarten zählt. Die Äthiopische und die Portugiesische Fußballnationalmannschaft der Männer trafen bislang jedoch noch nicht direkt aufeinander. Die Äthiopische und die Portugiesische Frauennationalauswahl trafen ebenfalls noch nicht zusammen, auch beim portugiesischen Algarve-Cup waren die Äthiopierinnen noch nicht vertreten (Stand: August 2023).
Der Portugiese Mariano Barreto war 2014–2015 Trainer der äthiopischen Männerauswahl.